# فایرفاکس اواس
فایرفاکس اواس (به انگلیسی: Firefox OS) (پیش از این Boot to Gecko یا B2G) یک سیستم‌عامل کدباز است که توسط بنیاد موزیلا توسعه‌داده می‌شود و در صدد است از برنامه‌های مبتنی بر HTML5 که با استفاده از تکنولوژی‌های «وبِ آزاد» توسعه‌داده می‌شوند و نه APIهای مبتنی بر بستر محلی (local platform)، پشتیبانی کند. به‌طور کلی در سیستم‌عامل Firefox OS ایده این است که تمام برنامه‌هایِ در دسترسِ کاربر، که بر روی تلفن اجرا می‌شوند، یک برنامهٔ وبی (Web App) باشد که از تکنولوژی‌های پیشرفتهٔ HTML5 استفاده می‌کند و APIهای دستگاه از طریق JavaScript مستقیماً به سخت‌افزار دسترسی داشته باشند. این سیستم‌عامل در ابتدا، گوشی‌های هوشمند مبتنی بر اندروید را هدف قرار می‌دهد.
در ۹ دسامبر ۲۰۱۵، معاون رئیس ارشد دپارتمان "Connected Devices" اظهار داشت:
ما قادر نبودیم که بهترین تجربه کاربری ممکن را ارائه کنیم، بنابراین ما ارائه FirefoxOS را از طریق کانال‌های حامل متوقف خواهیم کرد.

## تاریخچه

### معرفی
در سوم مرداد سال ۱۳۹۰، دکتر اندرس گَل (Dr. Andreas Gal)، مدیر تحقیقات در بنیاد موزیلا، در لیست‌پستی توسعه‌دهندگان موزیلا بایگانی‌شده  در ۱ مه ۲۰۱۲ توسط Wayback Machine از یک پروژه برای «پیگیری هدفی جهت ساخت یک سیستم‌عامل کامل و مستقل برای وب آزاد» جهت «پیدا کردن خلاءهایی که باعث می‌شود توسعه‌دهندگان وب نتوانند یک برنامه، که در تمام حالات، مشابه یک برنامه محلی برای iPhone، اندروید و WP7 باشد، بسازند». در این اعلامیه جبهه‌های کاری مقابل مشخص شد: Web APIهای جدیدی که امکانات دستگاه و سیستم‌عامل، نظیر برقراری تماس و دوربین را در دسترس قراردهد، یک الگو دسترسی که بتوان این امکانات را به‌طور امنی در صفحات وب قرار داد، ساخت برنامه‌هایی که امکان طراحی این ویژگی‌ها را تصدیق کنند، و یک کد سطح پایین جهت بوت در یک دستگاه مبتنی بر اندروید.

### پشتیبانی
در کنگره جهانی موبایلِ سال ۲۰۱۲، موزیلا و Telefónica اعلام کردند که این فراهم‌کنندهٔ سیستم‌های ارتباط تلفنی تصمیم دارد این «دستگاه‌های آزاد وبِ» برپایهٔ HTML5 و APIهای آن‌ها را در سال ۲۰۱۲ عرضه کند. موزیلا همچنین از پشتیبانی ادوبی و کوالکام و همچنین آزمایشگاه Deutsche Telekom نیز در این پروژه خبر داده‌است. موزیلا یک پیش‌نمایش کوچک از این سیستم‌عامل و برنامه‌هایش که بر روی تلفن‌های Samsung Galaxy S II (که به‌طور کامل جایگزین سیستم‌عامل اندروید می‌شوند) اجرا می‌شدند، را نمایش داد. از آنجایی که تمام واسط‌های این سیستم با HTML5 نوشته شده‌اند، یکی از کارمندان موزیلا آن را بر روی یک صفحه وب قرار داد که برخی از ویژگی‌های آن بوسیلهٔ مرورگرهای بروز قابل اجرا بود.
در ۱۲ تیر ماه، موزیلا در سایت خود خبر از افزایش پشتیبانی شرکت‌های فعال در زمینهٔ شبکه شامل Deutsche Telekom, Etisalat, Smart, Sprint, Telecom Italia, Telefónica and Telenor داده‌است.

### عرضه
موزیلا اعلام کرده‌است که اولین دستگاه‌های نیرو گرفته از فایرفاکس اواس اوایل سال ۲۰۱۳ توسط شرکت‌های TCL Communication Technology (آلکاتل) و ZTE در کشور برزیل ارائه خواهد شد.

## تکنولوژی‌های وب آزاد
کار توسعهٔ ابتدایی، شامل لایه‌های نرم‌افزاری زیر است:
- هسته لینوکس (با مقداری تغییر که توسط اندروید و فروشنده‌ها ایجاد شده‌است)[۹]
- یک لایهٔ انتزاعی سخت‌افزار، با نام مستعار «Gonk»
- موتورِ مرورگرِ وبِ چند سکوییِ(multi-platform) موزیلا به نام گکو جهت رندر HTML و CSS و جاوااسکریپت
- APIهای جاوا اسکریپتِ مبتنی بر سکو(platform-independent) جهت امکانات دستگاه (برقراری تماس، پیامک، دوربین، بلوتوث، یواس‌بی، NFC و غیره)[۱۰]
- برنامه‌های سیستمی مبتنی بر سکو (قفل صفحه، شماره‌گیری و ارسال پیامک، یک نما از برنامه‌های نصب شده و غیره) نوشته شده توسط اچ‌تی‌ام‌ال۵؛ رابط کاربری این برنامه‌ها را با نام مستعار «Gaia» می‌شناسند.[۱۱]
- برنامه‌های وبی HTML5 مبتنی بر سکو

## اصطلاحات

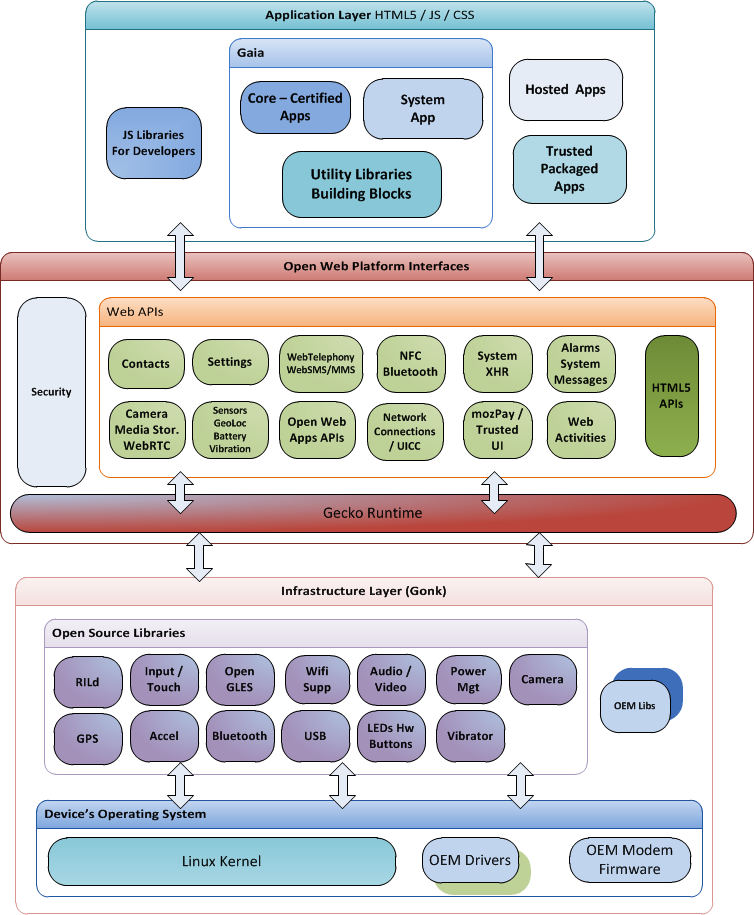
فایرفاکس OS دیاگرام معماری

### Gaia
رابط کاربری فایرفاکس اواس. هر چیزی که بعد راه‌اندازی فایرفاکس‌اواس بر روی صفحه نمایش داده می‌شود، بخشی از Gaia است. Gaia قفل صفحه، صفحهٔ خانگی، شماره‌گیر تلفن، برنامهٔ پیامک، برنامهٔ دوربین،... و بسیاری برنامه‌های دیگر را اجرا می‌کند. Gaia تماماً با HTML, CSS و جاوا اسکریپت نوشته شده‌است. تنها واسط آن جهت ارتباط با سیستم‌عامل مربوطه‌اش از طریق APIهای وب است، که توسط گکو اجرا می‌شوند. Gaia زمانی که بر روی فایرفاکس‌اواس اجرا می‌شود به‌درستی کار می‌کند؛ هرچند، با توجه اینکه تنها از APIهای وب استاندار استفاده می‌کند، بر روی سیستم‌عامل‌ها و مرورگرهای وب دیگر نیز اجرا می‌شود (البته با عملکردی کمتر). نرم‌افزارهای ثالث نیز می‌توانند در کنار Gaia نصب شوند.

### گکو
«برنامهٔ اجرایی» فایرفاکس‌اواس. در یک سطح بالا، گکو استانداردهای باز برای HTML, CSS و جاوا اسکریپت را اجرا می‌کند و کاری می‌کند تا این واسط‌ها در سیستم‌عامل‌های دیگری که گکو از آن‌ها پشتیبانی می‌کند اجرا شوند. این‌ها بدین معنی است که گکو شامل امکانات شبکه، گرافیک، موتور چیدمان، ماشین مجازی (برای جاوا اسکریپت)، و لایه‌های سازگاری (porting layers) است.

### Gonk
سطح‌پایینیِ سیستم‌عاملِ فایرفاکس‌اواس. Gonk شامل هسته لینوکس و لایهٔ انتزاعی سخت‌افزار (HAL) است. هسته و شماری از کتابخانه‌های معمول، پروژه‌های کدباز هستند: لینوکس، libusb, bluez و غیره. تعدادی از قسمت‌های HAL با پروژهٔ اندروید مشترک هستند: جی‌پی‌اس، دوربین، در کنار برخی دیگر امکانات. می‌توان گفت Gonk یک توزیع لینوکسِ بسیار ساده است. Gonk جهت سازگاری با گکو طراحی شده‌است؛ یک نسخه سازگار با گکو برای Gonk ارائه شده‌است، دقیقاً مانند باقی نسخه‌های گکو برای سیستم‌عامل دیگر، نظیر OS X یا اندروید. از آنجایی که پروژهٔ فایرفاکس‌اواس کنترل کامل بر روی Gonk دارد، می‌تواند دسترسی‌هایی به واسط‌های مختلف را به گکو بدهد که در سیستم‌عامل‌های دیگر اجازهٔ آن را ندارد. برای مثال، گکو در Gonk دسترسی کامل به سیستم تماس تلفنی دارد، اما این دسترسی را در سیستم‌عامل‌های دیگر ندارد.